# Maarten De Veuster
Maarten De Veuster, né le 22 février 1973 à Schoten, est un homme politique belge, membre de la Nieuw-Vlaamse Alliantie (N-VA).

## Biographie
Maarten De Veuster nait le 22 février 1973 à Schoten.
Lors des élections régionales de 2019, il est élu député au Parlement flamand.